# Vought
Vought Aircraft Industries, Incorporated est un constructeur aéronautique américain, fondé par Chance Milton Vought le 18 juin 1917. Cette société a conçu plusieurs avions de combat célèbres dont le F4U Corsair ainsi que des missiles.
Dans le cadre d'une coopération avec Vought, Igor Sikorsky conçut l'hélicoptère VS-300. Vought Corporation est, avec Boeing, la plus ancienne firme aéronautique à n'avoir jamais cessé ses activités. Le groupe est acquis par Triumph Group en juin 2010 pour $1,44 milliard.

## Histoire

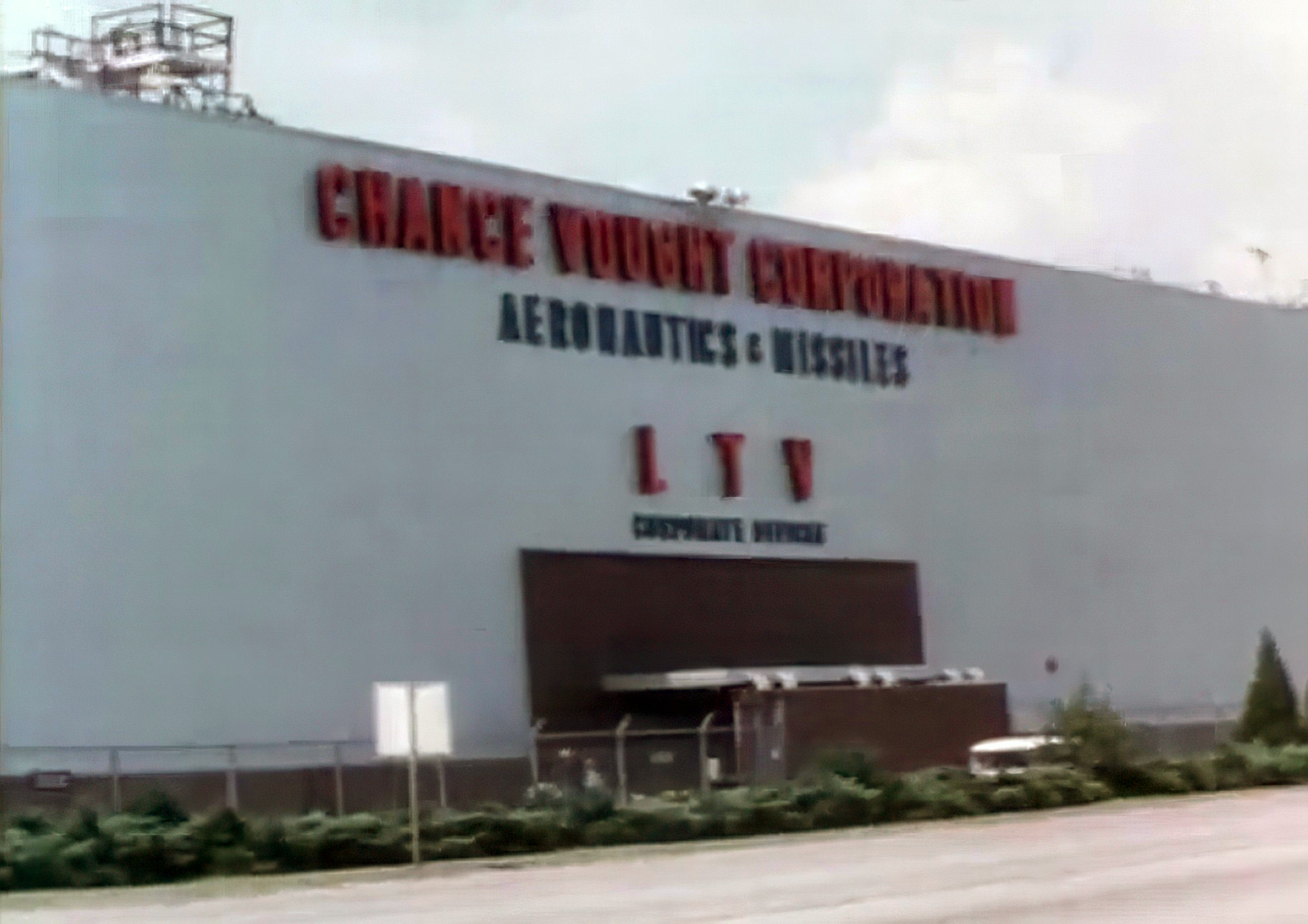
Bâtiment de LTV dans les années 1960.

Cette firme a changé plusieurs fois de nom dans son histoire :
- Chance Vought de 1922 à 1961
- LTV Aerospace (pour Ling-Temco-Vought) de 1961 à 1975
- Vought Corporation puis Vought Aircraft Company à partir de 1976

De la fin des années 1920 à 1934, c'est une filiale de United Aircraft and Transport Corporation. À la suite du vote de la loi anti-trust Air Mail Act du 12 juin 1934, manufacturiers et compagnies de transport doivent se séparer et Vought rejoint United Aircraft — avec Pratt & Whitney, Sikorsky et Hamilton Standard. Chance Vought reprend son indépendance en 1954 et s'associe, en 1961, avec la firme Ling-Temco pour constituer Ling-Temco-Vought (LTV), dissous en 2000. De 1994 à 2010, elle est filiale du groupe Northrop Grumman, et depuis juin 2010, c'est une filiale (division) de Triumph Group Inc. : la Triumph Aerostructures - Vought Aircraft Division.
Vought est à l'origine de plusieurs des appareils qui équipèrent les dirigeables porte-avions. Elle a également participé en sous-traitant à plusieurs projets, fournissant notamment certaines parties du bombardier B-2, du Boeing 767 ou de la navette spatiale.

### Chance Vought
Chance Vought fut en 1912, mécanicien et instructeur à la Lillie Aviation School. À 23 ans il entreprit de modifier un biplan Wright en l’équipant de moteurs tractifs entrainant des hélices plus grandes. Ses contemporains furent outrés par l'audace de ce petit jeune qui se permit de perfectionner un appareil conçu par les frères Wright. En 1916 il s'associa avec son beau-frère, Birdseye B. Lewis pour créer la Lewis & Vought Company qui débuta ses activités dans un petit atelier à Long Island dans l'État de New York.
La première réalisation de la compagnie fut un biplace d’entrainement : le VE-7. Vought le construisit robuste et simple à piloter afin de pouvoir encaisser les fautes des pilotes novices. Il était plus rapide que ses homologues le Curtis JN-4 et Avro 506.
Ce premier avion fut construit dans un endroit un peu insolite pour un constructeur aéronautique. Les locaux étaient exigus et au troisième étage. Une fois l’avion assemblé, il fallait le démonter puis sortir les différents éléments par la fenêtre au moyen d’une poulie. Devant la capacité de production insuffisante de Vought, l’US Navy fit construire des VE-7 à la Naval Aircraft Factory à Philadelphie (Pennsylvanie).
Le VE-7 fut la première production majeure de Chance Vought et l’appareil fut décliné en plusieurs versions. (VE-7G/S avec une mitrailleuse, VE - 7SF, VE-9 version à flotteurs). Le VE-7SF fut le premier appareil à décoller d’un porte-avions américain.
Les VE-7/9 furent modifiés, affinés, remotorisés et furent renommés UO-1 à la suite de la mise en place d’un système de désignation d’aéronefs par l’US Navy. C’est également avec un UO-1 que fut réalisée pour la première fois le 3 juillet 1929 la récupération d’un avion par un dirigeable (l’USS Los Angeles (ZR-3)) au moyen d’un trapèze que l’avion devait accrocher.
Le UO-1 fut également modifié en chasseur sous la désignation FU-1. Les FU-1/2 furent les derniers avions en bois construits par Vought.
Le successeur du UO-1 fut lui construit en métal, un moteur Pratt et Whitney R-1340 Wasp et fut conçu pour être si nécessaire être équipé de flotteurs. Ce fut le premier avion Vought à porter le nom de Corsair (O2U). L’O2U battit le record de vitesse sur 500 km le 30 avril en volant à 219 km/h de moyenne. Le Corsair O2U fut aussi construit sous licence par Nakajima où il servit au sein de la marine japonaise en tant d’appareil de reconnaissance embarquée.
En 1929 la firme fut absorbée par la United Aircraft and Transportation Company qui devint plus tard l’United Aircraft and Transport Corporation. L’UATC décida de proposer à l’US Navy une version de chasse du Corsair, le XF2U, qui ne fut construit qu’à un seul exemplaire.
En 1930 Chance Milton Vought mourut le 26 juillet 1930 d’une septicémie. La firme néanmoins continua de produire plusieurs versions du Corsair.
En 1932, la Navy passa commande d’un nouveau chasseur le XF3U, puis demanda un Bombardier le SBU-1 qui fut le dernier biplan construit par la Division Vought.
Comme pour beaucoup d’entreprises aéronautiques américaines, l’essor survint pendant la Seconde Guerre mondiale. Vought construisit le SB2U Vindicator qui fut livré à la France et à la Grande-Bretagne. Les Vindicator étaient totalement dépassés lors de la Seconde Guerre mondiale. Néanmoins l’entreprise produisit le OS2U Kingfisher un appareil de reconnaissance pouvant être équipé de flotteurs. Celui-ci fut produit à plus de 1 519 exemplaires. Mais la plus grande réussite de Chance Vought fut un appareil conçu par Reix Beisel, qui avait conçu également le Kingfisher. Le nouveau chasseur fut construit à plus de 12 571 unités. Le F4U Corsair fut pour certains le meilleur chasseur embarqué à hélices. Le F4U Corsair fut produit également sous licence par Brewster (F3A) et Goodyear (FG-1/2-/3). La production du AU-1 Corsair (qui était un F4U-6 optimisé pour l'attaque au sol) s’arrêta en 1952.
Les avions suivants furent des avions à réaction qui eurent des succès limités. Le premier fut le F6U Pirate, et bien qu’il ait été le premier appareil américain à être équipé de la postcombustion, il ne fut construit qu’à 30 exemplaires. Le suivant le F7U Cutlass fut construit à 230 exemplaires bien que son développement ait été très laborieux et qu’il ait tué de nombreux pilotes. Le F7U fut également le premier avion de la Navy à être équipé de missiles Sparrow I.
La société produisit également les missiles Regulus I et II qui devaient armer les sous-marins et autres navires de surfaces. Le Regulus II fut remplacé par les Polaris.
Puis en 1954 le F8U Crusader vit le jour. Le F8U battit le record de vitesse américain en 1956 en atteignant 1 634 km/h. L’année suivante un F8U piloté par le colonel John Glenn, relia Los Angeles à New York en 3 h 23, record toujours invaincu dans la catégorie des mono réacteurs, monoplaces. Les aviateurs de la Marine ont surnommé le Crusader the Last Gunfighter, « le dernier chasseur à canons ».

### LTV Aerospace
En 1954, Vought quitta le giron d'United Aircraft et remporta le concours lancé par la Navy pour trouver un remplaçant au Cutlass, le F8U Crusader. Ce dernier battit un record de vitesse en 1956 en atteignant 1 634 km/h.
En 1961, Chance Vought s'associa avec la firme Ling-Temco, et prit la dénomination de LTV. C'est sous ce nom de compagnie que fut développé en 1964 le A-7 Corsair II (bien qu'il fût le troisième appareil de Vought à porter le nom de Corsair). Toujours en 1964, LTV se rapprocha de Ryan et Hiller et construisit l'avion de transport ADAV XC-142. Cet appareil était équipé d'une aile basculante supportant les moteurs et était même capable de voler en marche arrière.

## Production

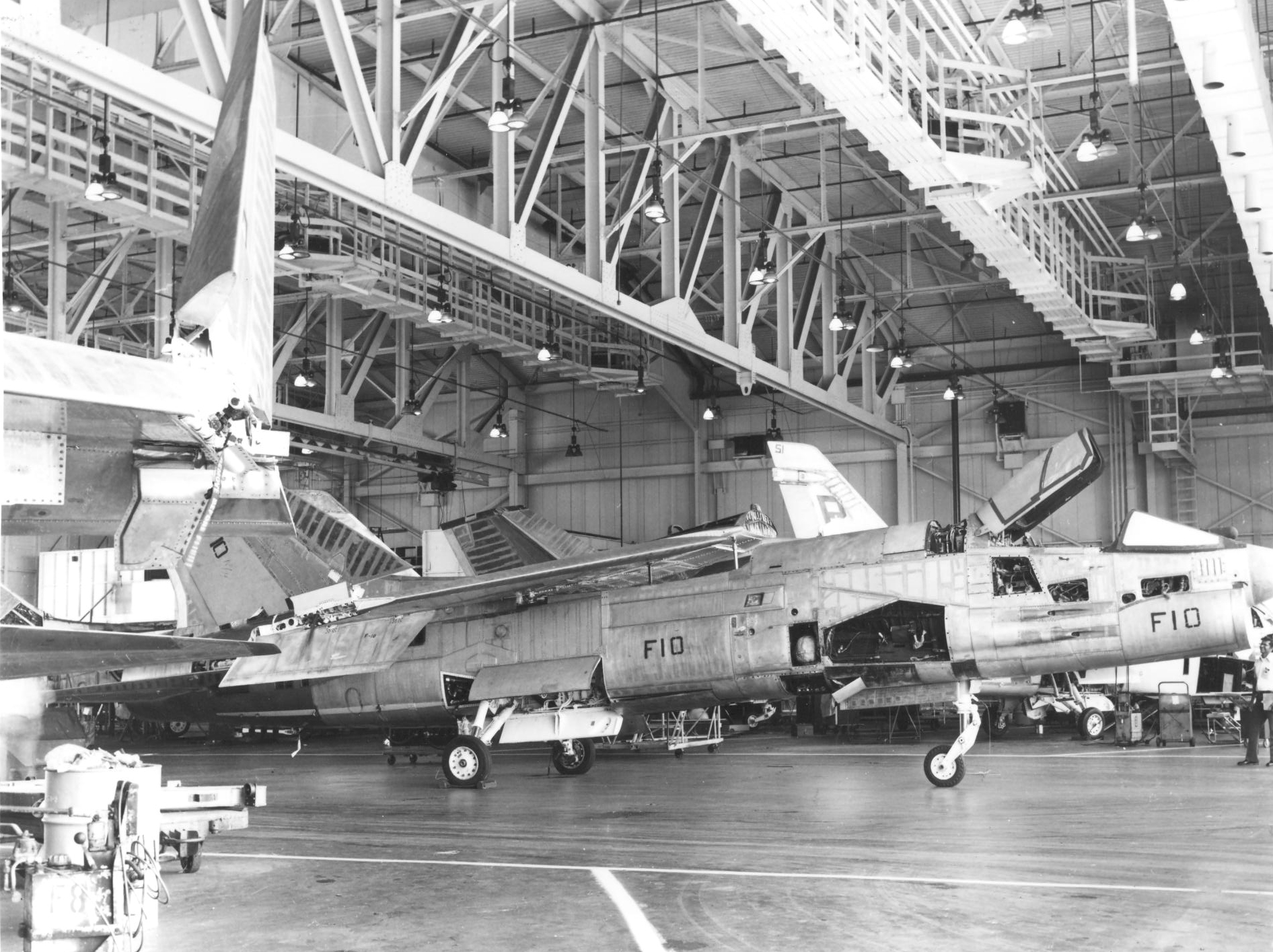
Construction de F-8 Crusader dans l’usine de Dallas dans les années 1960.

### Avions
- Consolidated TBY Sea Wolf (1941); conçu par Vought et produit par Consolidated en tant que TBY.
- LTV A-7 Corsair II (1965)
  - Vought YA-7F
- LTV XC-142 (1964)
- Vought FU (1927)
- Vought XF2U (1929)
- Vought XF3U (1933)
- Chance Vought F4U Corsair (1940)
- Vought XF5U Flying Flapjack (1947)
- Vought F6U Pirate (1946)
- Vought F7U Cutlass (1948)
- Vought F-8 Crusader (1955), (F8U Crusader)
- Vought XF8U-3 Crusader III (1958)
- LTV L450F - prototype d'avion espion (1970)
- Vought O2U Corsair (1926)
- Vought O4U Corsair
- Vought O5U (1935)
- Vought OS2U Kingfisher (1938)
- Vought XSO2U (1939)
- Vought XS2U
- Vought SBU Corsair
- Vought SB2U Vindicator (1936)
- Vought XSB3U (1936)
- Vought V-141 (1936)
- Vought V-173 (1942)
- Vought VE-7 (1917)
- Vought Model 1600

Fusées et missiles
- Fusée Scout
- SSM-N-8A Regulus
- M270